# Солт-Крік-Коммонс (Індіана)
Солт-Крік-Коммонс (англ. Salt Creek Commons) — переписна місцевість (CDP) в США, в окрузі Портер штату Індіана. Населення — 1979 осіб (2020).

## Географія
Солт-Крік-Коммонс розташований за координатами 41°30′40″ пн. ш. 87°8′28″ зх. д. / 41.51111° пн. ш. 87.14111° зх. д. (41.511148, -87.141071).  За даними Бюро перепису населення США в 2010 році переписна місцевість мала площу 0,96 км², уся площа — суходіл.

## Демографія
Згідно з переписом 2010 року, у переписній місцевості мешкало 2117 осіб у 684 домогосподарствах у складі 576 родин. Густота населення становила 2207 осіб/км².  Було 707 помешкань (737/км²).
Расовий склад населення:
| - 94,2 % — білих - 1,6 % — азіатів - 1,0 % — чорних або афроамериканців - 0,5 % — корінних американців - 1,1 % — осіб інших рас |

До двох чи більше рас належало 1,6 %. Частка іспаномовних становила 8,3 % від усіх жителів.
За віковим діапазоном населення розподілялося таким чином: 31,2 % — особи молодші 18 років, 65,1 % — особи у віці 18—64 років, 3,7 % — особи у віці 65 років та старші. Медіана віку мешканця становила 32,4 року. На 100 осіб жіночої статі у переписній місцевості припадало 101,0 чоловіків;  на 100 жінок у віці від 18 років та старших — 100,6 чоловіків також старших 18 років.
Середній дохід на одне домашнє господарство  становив 68 664 долари США (медіана — 62 644), а середній дохід на одну сім'ю — 68 661 долар (медіана — 62 676). Медіана доходів становила 58 571 долар для чоловіків та 34 932 долари для жінок. За межею бідності перебувало 7,5 % осіб, у тому числі 9,2 % дітей у віці до 18 років та 0,0 % осіб у віці 65 років та старших.
Цивільне працевлаштоване населення становило 973 особи. Основні галузі зайнятості: виробництво — 25,3 %, освіта, охорона здоров'я та соціальна допомога — 19,1 %, роздрібна торгівля — 14,3 %, мистецтво, розваги та відпочинок — 10,0 %.